# Kōsuke Kanamaru
Kōsuke Kanamaru (金丸晃輔?, Kanamaru Kōsuke; Nakagawa, 8 marzo 1989) è un cestista giapponese.

## Carriera
Con il Giappone ha disputato i Giochi olimpici di Tokyo 2020 e due edizioni dei Campionati asiatici (2013, 2015).